# Judith Park
Judith Park, née le 19 mai 1984 à Duisbourg, allemande d'origine sud-coréenne, est une auteure de BD qui empreinte au style manga.

## Œuvres
- 2002 : A rotten day
- 2004 : Dystopia, one shot (Carlsen Comics, Pika Édition)
- 2004 : Penpal
- 2005 : Ysquare (Carlsen Comics, Pika Édition)
- 2005 : Hangoryo
- 2006 : Vacation Club
- 2006-2007 : Ysquare Plus', one shot (Carlsen Comics)
- 2007 : Luxus, one shot (Carlsen Comics)
- 2009 : KimChi

## Récompenses
Prix Sondermann du public du « Meilleur manga allemand » à la Foire du livre de Francfort en 2005 pour Dystopia.